# Immanuel Tremellius

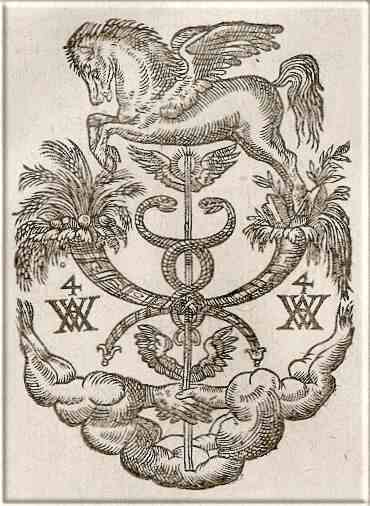
Deckblatt der Übersetzung der lateinischen Bibel, um 1590

Johannes Immanuel Tremellius (* 1510 in Ferrara, Italien; † 9. Oktober 1580 in Sedan, Frankreich) war ein italienischer Exulant und reformierter Theologe.

## Leben
Tremellius wurde 1510 als Sohn jüdischer Eltern in Ferrara geboren und studierte an der Universität Pavia und trat 1540 zum Protestantismus über. Ein Jahr später jedoch ließ er sich von Peter Martyr Vermigli für die Lehre Johannes Calvin gewinnen. Er verließ Italien, ging nach Straßburg und kam 1547 auf die Einladung Thomas Cranmer nach England, wo er an der Universität Cambridge Hebräisch als Regius Professor of Hebrew lehrte. Als Maria I. Tudor 1553 den Thron bestieg, musste er England verlassen. Er war anschließend von 1554 bis 1558 Prinzenerzieher des Hauses Pfalz-Zweibrücken, bevor er im Jahre 1559 erster Leiter der Landesschule in Hornbach (des späteren Herzog-Wolfgang-Gymnasiums). 1561 wurde er Professor für Bibelkunde in Heidelberg. 1577 wurde er ausgewiesen, und lehrte in seinen letzten Lebensjahren an der reformierten Akademie Sedan. Tremellius schrieb eine chaldäische und eine syrische Grammatik und ist vor allem durch seine Übersetzung der lateinischen Bibel der Protestanten aus dem Hebräischen berühmt geworden (1569–79).